# فرقة الفرسان الثانية والعشرون من متطوعي القوات المسلحة ماريا تيريزيا
فرقة سلاح الفرسان التطوعية الثانية والعشرون (22). SS-Freiwilligen Kavallerie-Division)  أحد فرق سلاح الفرسان الألماني لفافن إس إس والتي نشطًت في الجبهة الشرقية خلال الحرب العالمية الثانية. تكونت الفرقة أساسًا من مجندين من جيشفولكس دويتشه المجري الذين تم نقلهم إلى فافن إس إس بعد اتفاق بين ألمانيا والمجر. يُعرف التقسيم بشكل شائع تحت اسم ماريا تيريزيا في المنشورات، على الرغم من أنه لم يتم العثور على مستندات لتأكيد هذا الاسم. 

## التاريخ

### التكوين والتدريب
في ديسمبر من عام 1943، تم إصدار أمر بقيام فوج سلاح الفرسان إس إس السابع عشر من فرقة الفرسان إس إس الثامنة بفلوريان غاير ليصبح كادرًا لفرقة سلاح الفرسان الجديدة. وفي 29 أبريل 1944، أذن المكتب الرئيسي لقيادة قوات الأمن الخاصة برفع القسم على أساس فوج الفرسان إس إس السابع عشر. تم إرسال الوحدة إلى Kisbér في المجر للبدء في تشكيل الفرقة الجديدة. بينما شكل أفراد من Florian Geyer نواة الفرقة، كان معظم الجنود مجندين فولكس دويتشه (العرق الألماني)، وتم نقلهم إلى فافن-غس إس بعد اتفاق بين ألمانيا والمجر.
تم إلحاق الفرقة في فرقة إس إس الثانية والعشرين لمتطوعي الفرسان ماريا تيريزيا. أشار العنوان إلى ماريا تيريزا التي حكمت النمسا والمجر وبوهيميا في القرن الثامن عشر. كان رمز التقسيم، وهو ردة الذرة ، مطبوعًا على درع الشعبة. ومع ذلك، يزعم بعض المؤلفين أن القسم كان يشار إليه دائمًا في الوثائق الرسمية باسم شعبة سلاح الفرسان المتطوعين الثانية والعشرون في SS، ولا توجد سجلات تؤكد رسميًا أن اسمه ماريا تيريزيا. 

## القادة
- إس إس بريجديفهر أوغست زيندر (21 أبريل 1944 - 11 فبراير 1945)